# Rockport (Indiana)
Pour les articles homonymes, voir Rockport.
La ville de Rockport est le siège du comté de Spencer, dans l’État de l’Indiana, aux États-Unis. Sa population s’élevait à 2 270 habitants lors du recensement de 2010, estimée à 2 169 habitants en 2017.

## Source
- (en) Cet article est partiellement ou en totalité issu de l’article de Wikipédia en anglais intitulé « Rockport, Indiana » (voir la liste des auteurs).